# 吉勒·马尔盖
吉勒·马尔盖（法語：Gilles Marguet，1967年12月3日—），法国男子冬季两项运动员。他曾代表法国参加2002年冬季奥林匹克运动会冬季两项比赛，获得男子4×7.5公里接力铜牌。